# Topman
Topman är Topshops fristående modeavdelning, och inriktar sig uteslutande på herrkläder. Det är en del av Arcadia Group, som även äger Burton, Miss Selfridge, Wallis, Evans, British Home Stores och Dorothy Perkins, och består av en kedja med klädaffärer över hela Storbritannien, med närvaro på de flesta av landets storgator. Därutöver har företaget även etablerat sig utomlands, med affärer i städer som Chicago och New York samt länder som Japan och Kanada.